# Albana Koçiu
Albana Koçiu (Tirana, 10 luglio 1977) è una politica albanese, Ministro della salute e della protezione sociale dal 12 settembre 2023.

## Biografia
È nata a Tirana il 10 luglio 1977. Si è iscritta nel 1996 presso la Facoltà di Scienze sociali dell'Università di Tirana, laureandosi nel 2000 e conseguendo un master of science nel monitoraggio dei servizi sociali in Albania nel 2007. Tra il 2010 e il 2022 è stata inoltre professoressa associata presso l'Università di Tirana.
Nel 2001 ha iniziato a lavorare per il comune di Tirana come direttrice della Direzione delle risorse umane e poi tra il 2007 e il 2008 come direttrice del Centro economico per lo sviluppo e l'educazione dei bambini e infine tra il 2008 e il 2011 come direttrice generale della Direzione della gestione dei servizi.
A partire dal 2013 è stata direttrice del Dipartimento della pubblica amministrazione, dipendente direttamente dall'ufficio del Primo ministro.
Il 12 settembre 2023 ha prestato giuramento come Ministro della salute e della protezione sociale.